# 'O bene ca te voglio/Doppo 'e me
 'O bene ca te voglio/Doppo 'e me, pubblicato nel 1979, è un singolo del cantante italiano Mario Trevi.

## Storia
Il disco contiene due brani inediti di Mario Trevi. Iniziato ad abbandonare la canzone di cronaca, Trevi ritorna a trattare il tema della canzone melodica, adattandosi alle nuove tematiche nascenti.

## Tracce
Lato A
- 'O bene ca te voglio (Moxedano-Iglio)

Lato B
- Doppo 'e me (Moxedano-Iglio)

## Incisioni
Il singolo fu inciso su 45 giri, con marchio Polifon (PN 405).
Direzione arrangiamenti: M° Tony Iglio.